# مکسیم زادراکا
مکسیم زادراکا (اوکراینی: Максим Сергійович Задерака؛ زادهٔ ۷ سپتامبر ۱۹۹۴) بازیکن فوتبال اهل اوکراین است.
از باشگاه‌هایی که در آن بازی کرده‌است می‌توان به باشگاه فوتبال متالورگ دونتسک و باشگاه فوتبال استال کامیانسکه اشاره کرد.
وی همچنین در تیم ملی فوتبال زیر ۲۰ سال اوکراین بازی کرده‌است.